# Трагедія на Евересті 1996 року
Трагедія на Евересті — подія, яка трапилась 10–11 травня 1996 року, коли на схилах гори загинуло 8 альпіністів. Загалом за 1996 рік загинуло 15 людей, що зробило цей рік одним із найсмертоносніших за усю історію сходжень, більше людей загинуло лише у 2014, у результаті сходження лавини, викликаної падінням серакі — 16 людей та 2015 року коли базовий табір накрила лавина викликана землетрусом. Травнева трагедія набула широкого розголосу в пресі й альпіністському співтоваристві, поставивши під сумнів доцільність комерціалізації Евересту.
Трагедія сталася в результаті незадовільної підготовки експедицій і поганих погодних умов, в результаті чого загинуло 5 людей на південній стороні та 3 на північній. Після трагедії багато учасників експедиції, які вижили, висловлювали свою теорію того, що сталося. Так, американський журналіст Джон Кракавер, який вирушив в експедицію на Еверест за завданням журналу «Outside», описав трагедію у своїй книзі «У розріджене повітря» (англ. Into Thin Air), де публічно засудив комерціалізацію Евересту, яка на його думку стала однією з причин трагедії, книга стала національним бестселером у США. Іншу думку висловив казахський альпініст Анатолій Букреєв у книзі «Сходження: трагічні амбіції на Евересті» (англ. The Climb: Tragic Ambitions on Everest). Також тодішні події описує Бек Везерс з експедиції Роба Голла у своїй книзі «Залишений помирати: Мій шлях додому з Евересту» (англ. Left For Dead: My Journey Home from Everest), та Лене Гаммельгаард з експедиції Скотта Фішера у книзі «Підіймаючись вгору» (англ. Climbing High: A Woman's Account of Surviving the Everest Tragedy). У 2014 році Лу Казішке з експедиції Роба Голла видав книгу англ. After the Wind: 1996 Everest Tragedy – One Survivor’s Story, а у травні 2015 року Майк Трумен, який координував порятунок людей з Базового Табору, опублікував книгу англ. The Storms: Adventure and Tragedy on Everest.
Також події травня 1996 року на Евересті лягли в основу телефільма «У розріджене повітря: Смерть в горах» (англ. Into Thin Air: Death on Everest, 1997) та кінофільма Еверест (2015).

## Історія

### Комерційні експедиції
На початку 1980-х років почалася справжня ейфорія по підкоренню Евересту, яка призвела до значного збільшення кількості охочих потрапити на «Вершину світу». В цей час з'являються перші комерційні експедиції, а гіди-провідники, готові здійснити будь-яку мрію клієнта. Вони беруть на себе все: доставку учасників у базовий табір, організацію шляху і проміжних таборів, супровід клієнта і його підстраховку на всьому шляху вгору і вниз. При цьому підкорення вершини не гарантувалося. У гонитві за прибутком деякі гіди беруть клієнтів, які взагалі не в змозі зійти на вершину. Зокрема, Генрі Тодд з компанії «Гімалайські гіди» стверджував:
 «… оком не моргнувши, ці керівники привласнюють собі великі гроші, чудово розуміючи, що жодних шансів у їхніх підопічних немає».
 Ніл Бідлман, гід групи «Гірське божевілля», ще до початку сходження зізнався Анатолію Букрєєву, що: 
«… у половини клієнтів немає жодних шансів на вершину; для більшості з них сходження закінчиться вже на Південній сідловини (+7900 м)».
Знаменитий новозеландський альпініст Едмунд Гілларі вкрай негативно ставився до комерційних експедицій. На його думку, комерціалізація Евересту «ображала гідність гір».

## Південна сторона

### Експедиції
На весні 1996 року кілька комерційних експедицій прибули до базового табору, що розташований на висоті 5400 м. Звідси альпіністи, керівники груп та шерпи починають підйом на вершину, через льодопад Кхумбу, долину Мовчання та, обійшовши з флангу Лхоцзе, добираються четвертого табору на південному сідлі. Звідси в ніч з 9 на 10 травня починається завершальний підйом на Еверест.

#### Комерційна експедиція «Консультанти з пригод»
Компанія з Нової Зеландії (англ. Adventure Consultants), якою керував Роб Голл, почала підйом на вершину 9 травня 1996 року приблизно о 23:35. У складі експедиції взяли участь:
Гіди:
- Роб Голл (англ. Rob Hall, 35 років) — новозеландець, керівник групи.
- Майк Грум (англ. Mike Groom, 37 років) — австралійський альпініст.
- Енді Гарріс (англ. Andy Harris, 32 роки) — досвідчений гід, пілот вертольота з Нової Зеландії

Клієнти:
- Френк Фішбек (англ. Frank Fischbeck, 54 роки) — німецький фотограф.
- Даг Гансен (англ. Doug Hansen, 46 років) — американський службовець, захоплювався альпінізмом, Еверест став його п'ятим з підкорених восьмитисячників.
- Стюарт Гатчінсон (англ. Stuart Hutchison, 46 років) — канадський лікар, мав досвід сходжень.
- Лу Казішке (англ. Lou Kasischke, 54 роки) — підкорив шість з Семи вершин.
- Джон Кракавер (англ. Jon Krakauer, 42 роки) — американський журналіст, мав досвід сходження на Серро-Торре.
- Ясуко Намба (англ. Yasuko Namba, 47 років) — досвідчена японська альпіністка, підкорила всі Сім вершин.
- Джон Таск (англ. John Taske, 46 років) — австралійський лікар-анестезіолог, досвідчений альпініст.
- Бек Везерс (англ. Beck Weathers, 49 років) — американський патолог.

Шерпи:
- Анг Дорчже (англ. Ang Dorje).
- Лхакпа Чхірі (англ. Lhakpa Chhiri).
- Наванг Норбу (англ. Nawang Norbu).
- Камі (англ. Kami).

#### Комерційна експедиція «Гірське божевілля»
Комерційна експедиція (англ. Mountain Madness), яку очолював Скотт Фішер, почала підйом на вершину з четвертого табору о 00:05 10 травня 1996 року. У складі експедиції взяли участь:
Гіди:
- Скотт Фішер (англ. Scott Fischer) — керівник експедиції.
- Анатолій Букреєв — підкорювач 11 восьмитисячників, включаючи Еверест (1995).
- Ніл Бейдлман (англ. Neal Beidleman) — сходив на Макалу з Букреєвим в 1994[12]; досвіду роботи гідом на великій висоті не мав[13].

Клієнти:
- Мартін Адамс (англ. Martin Adams, 47 років) — здійснював сходження на Аконкагуа, Деналі і Кіліманджаро, американець[13].
- Шарлотта Фокс (англ. Charlotte Fox, 38 років.) — підкорила всі 54 вершини-чотирнадцятитисячники(інші мови) (гори висотою понад 14000 футів, тобто 4200 м) Скелястих гір в Колорадо, а також два восьмитисячники (американка). Разом зі своїм партнером і другом Тімом Мадсеном працювала рятувальником на гірськолижних трасах в Колорадо[13]. Загинула 24 травня 2018 року в себе вдома внаслідок падіння зі сходів[14].
- Лене Гаммельгард (англ. Lene Gammelgaard, 35 років) — досвідчена альпіністка (датчанка).
- Дейл Круз (англ. Dale Kruse, 45 років) — друг Скотта Фішера, здійснював сходження вперше. За словами інших членів групи, Круз взагалі не переносив висоти[15].
- Тім Мадсен (англ. Tim Madsen, 33 роки) — володів великим досвідом сходжень в Колорадо і Канадських Скелястих горах, але досвіду підкорення восьмитисячників практично не було.
- Сенді Гілл Піттман (англ. Sandy Hill Pittman, 41 рік) — репортерка, підкорила шість з Семи вершин.
- Піт Шенінг (англ. Pete Schoening, 68 років) — один з перших американців, які підкорили Масив Вінсона і Гашербрум I.
- Клів Шенінг (англ. Klev Schoening, 38 років) — племінник Піта Шенінга; колишній чемпіон США з гірськолижного спуску, досвіду сходження на восьмитисячники не мав[13].

Шерпи:
- Лопсанг Джангбу (англ. Lopsang Jangbu Sherpa) — старший шерпа, Сардар.
- Наванг Дорчже (англ. Nawang Dorje Sherpa).
- Тенцзінг (англ. Tenzing Sherpa).
- Таші Цхерінг (англ. Tashi Tshering Sherpa).
- Нгаванг Топчія — був знятий з маршруту при акліматизаційному підйомі ще до початку сходження (набряк легенів призвів до коми)[16].

Для необхідної акліматизації у горах, учасники експедиції «Гірське божевілля» повинні були вилетіти з Лос-Анджелеса 23 березня в Катманду, а 28 березня вилетіти в Луклу (2850 м). 8 квітня вся група вже перебувала в Базовому таборі. Несподівано для всіх, у гіда групи, Ніла Бідлмана, розвинувся так званий «висотний кашель». Після Бідлмана, проблеми зі здоров'ям почалися і в інших учасників експедиції. Проте всі ретельно дотримувалися «акліматизаційного графіку». Однак, як з'ясувалося пізніше, Скотт Фішер був у поганій фізичній формі і щодня приймав по 125 мг діамокса (Ацетазоламід).